# Petrophila hodgesi
Petrophila hodgesi là một loài bướm đêm trong họ Crambidae.